# サリームル・フック
サリームル・フック（ベンガル語: সালীমূল হক、英語: Saleemul Huq、1952年 - 2023年10月28日）は、バングラデシュ・イギリス国籍の気候研究者である。国際気候変動開発センター（ICCCAD）長、バングラデシュ独立大学（IUB）教授を歴任した。2022年には、Nature's 10 Onesの一人に選ばれた。彼は気候変動、環境、開発の分野の専門家であり、特に最貧国（LDC）の観点から、気候変動の緩和と適応、持続可能な開発との相互関係について広く研究していた。

## 略歴

### 教育
フックはドイツ、インドネシア、ケニアで初等教育を受けた。その後、イギリスのロンドン大学の帝国カレッジで植物学の学士号（1975年）、DICおよび博士号（1978年）を取得した。

### 職歴
IIEDに加わる前は、1984年に設立したバングラデシュ先進研究センター（BCAS）のディレクターだった。彼はIUBにおける国際気候変動開発センター（ICCCAD）の創設者であり現在もディレクターを務めている。また、イギリスに拠点を置く国際環境開発研究所（IIED）のシニア・フェローであり、オランダに本部を置くグローバル・アダプテーション・センター（GCA）で地域主導型適応のシニア・アドバイザーを務めている。彼はバングラデシュの関係者の能力を高めるとともに、人々や国際機関がバングラデシュでのトレーニングから利益を得られるよう努めている。彼の教育経験には、ロンドン大学帝国カレッジ、ダッカ大学、国連大学が含まれる。彼はBCASの創設者であり、同センターの会長を務めた。

### 研究と政策提言
Huqは気候変動に関する政府間パネル（IPCC）の第3次評価報告書の「適応と持続可能な開発」の章の筆頭執筆者であり、IPCCの第4次評価報告書（2007年）の「適応と緩和の相互関係」の2人の共同筆頭執筆者の一人であった。さらに、IPCCの第5次評価報告書にも貢献している。開発途上国、特に最貧国（LDC）の観点から、気候変動緩和、適応と持続可能な開発との相互関係について広く研究してきた。サリームルは気候変動枠組条約（UNFCCC）締約国会議（COP）の全てのセッションに出席してきた。UNFCCC内で最貧国（LDC）グループの適応、損失と損害、気候金融に関するアドバイザーとして積極的に関与し、LDC交渉者にトレーニングを提供してきた。また、UNFCCC下でClimate Vulnerability Forum の理事会メンバーとしても活動していた。

## 受賞
- 2019年：気候変動政策への影響力トップ20[4]
- 2020年：バングラデシュ政府から国家環境賞[5]
- 2022年：大英帝国勲章（OBE）[6]